# Uusi Päivä
Uusi Päivä (français : Un jour nouveau) était un hebdomadaire satirique finlandais indépendant, qui parut entre 1917 et 1918.

## Ligne éditoriale
Le journal faisait paraître principalement des articles satiriques et des caricatures. Parmi ses chroniqueurs, citons "Olli", alias Väinö Nuorteva, l'un des plus influents journalistes finlandais du début du XXe siècle. De même, on peut citer Eino Railo (fi), qui contribua sous le pseudonyme de "Sissi". On notera la participation éphémère de Mauri Honkajuuri (fi), du futur sénateur O. W. Louhivuori, de S. J. Pentti (fi) et de Eino Suolahti (sv), futur major-général de l'armée finlandaise et membre du parti conservateur (Kokoomus). Elmo Kaila (fi), cofondateur du journal, assure également la rédaction de la rubrique politique.

## Historique
Uusi Päivä voit le jour en 1917 sur fond de troubles dans la société finlandaise. Le journal a un rôle important durant la guerre civile finlandaise, puis pendant la tentative d'établissement de la monarchie en Finlande en 1918.
Sa parution s'arrête rapidement, remplacé par Iltalehti (fi) dès 1919 mais son impact sur la société et la presse finlandaise est important. Encore aujourd'hui, Iltalehti, principal journal people finlandais, s'inscrit dans la filiation issue de Uusi Päivä.